# Каллінік V Константинопольський
Каллінік V (за світовим Бонтаніотісом) — Вселенський Патріарх протягом короткого часу, спочатку з 1801 по 1806, а потім з 1808 по 1809 роки.

## Біографічні дані
Народився в Муданії. Спочатку був дияконом Нікомедійської єпархії, а в 1779 році був призначений архідияконом Вселенського Патріархату. У жовтні 1780 року обраний митрополитом Адріанопольським, а у вересні 1792 року переведений до Нікейської єпархії. 18 червня 1801 року через день після вигнання його попередника Неофіта VII він був обраний Вселенським Патріархом.

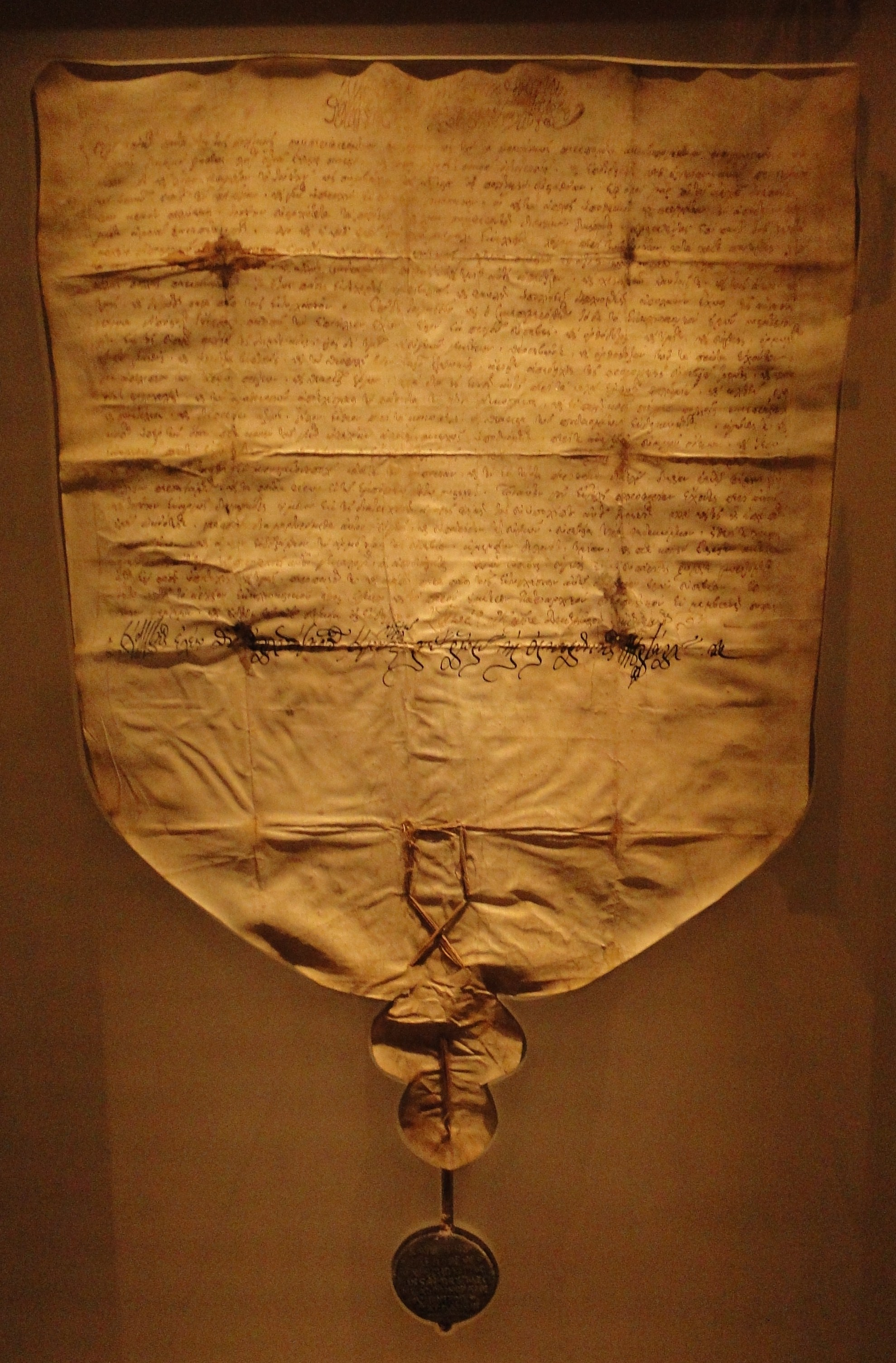
Документ Каллініка V.

Його описують як дуже милосердного, але також дещо послідовного, наївного та малоосвіченого, проте він був гарячим захисником грецької освіти. Він збудував будівлю в Куруцесме, де розміщувалася Велика школа нації, що, здається, вдалося завдяки прихильності султана Селіма III. Він сприяв належному функціонуванню чернечої держави на Афоні, видаючи патріарші символи про об’єднання ідіосинкратичних монастирів: Симонопетра, Есфігмену (грудень 1801 р.), Ксенофонту (вересень 1802 р.), Святого Пантелеймона (серпень 1803), Діонісія (1805 р.), гранична відмінність монастирів лаври Святого Пантелеймона-Мегісті (вересень 1802 р.), затвердження кордонів монастиря Констамоніту (січень 1803 р.).

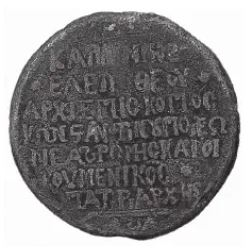
Печать Каллініка V (1801 р.)

Патріарх пішов у відставку 22 вересня 1806 року під тиском тодішніх нових молдавських правителів Александру Суцу та Скарлата Каллімакі на користь переобрання Григорія V і відійшов у Боспорський двір. Він був переобраний патріархом 10 вересня 1808 року після відставки Григорія V. Повідомляється, що для переобрання він підкупив великого візира Мустафу Байрактара великою сумою. Під час свого короткого другого патріархату він керував реконструкцією церкви Воскресіння в Єрусалимі, а також заснуванням лікарні в Бурсі. Синод Патріархату відсторонив його 23 квітня 1809 року з підтверджуючим документом про старість і хворобу, після чого був назавжди відсторонений до Діплокіоніо. Там він невідомо коли помер і був похований.